# 당진군 (1988년 선거구)
당진군은 대한민국의 옛 국회의원 선거구이다. 당시 충청남도 당진군 지역을 관할했다.

## 역사
대한민국 제13대 국회의원 선거를 앞두고 서산군·당진군 선거구에서 분리되면서 신설되었다. 
2012년 1월 1일을 기해 당진군이 당진시로 승격되었다. 이에 대한민국 제19대 국회의원 선거를 앞두고 당진군 선거구가 당진시 선거구로 개편되었다.

## 역대 국회의원
| 선거   | 정당 | 정당         | 의원   |
| ------ | ---- | ------------ | ------ |
| 1988년 |      | 민주정의당   | 김현욱 |
| 1992년 |      | 통일국민당   | 송영진 |
| 1996년 |      | 자유민주연합 | 김현욱 |
| 2000년 |      | 새천년민주당 | 송영진 |
| 2004년 |      | 자유민주연합 | 김낙성 |
| 2008년 |      | 자유선진당   | 김낙성 |

## 역대 선거 결과

### 대한민국 제13대 국회의원 선거
|  | 47.92% |

|  | 43.91% |

|  | 4.44% |

|  | 3.71% |

### 대한민국 제14대 국회의원 선거
|  | 39.94% |

|  | 37.19% |

|  | 12.07% |

|  | 7.54% |

|  | 2.07% |

|  | 1.17% |

### 대한민국 제15대 국회의원 선거
|  | 51.27% |

|  | 28.35% |

|  | 12.40% |

|  | 4.58% |

|  | 3.36% |

### 대한민국 제16대 국회의원 선거
|  | 46.25% |

|  | 41.16% |

|  | 9.37% |

|  | 3.19% |

### 대한민국 제17대 국회의원 선거
|  | 37.28% |

|  | 37.26% |

|  | 14.56% |

|  | 4.23% |

|  | 3.66% |

|  | 1.96% |

|  | 1.02% |

### 대한민국 제18대 국회의원 선거
|  | 58.26% |

|  | 33.24% |

|  | 4.05% |

|  | 3.21% |

|  | 1.22% |

## 같이 보기
- 당진시의 국회의원